# Leiser Berge
Die Leiser Berge sind mehrere kleine steile Kalkberge bei Ernstbrunn in Niederösterreich, sie liegen im Weinviertler Hügelland im Karpatenvorland. Der höchste davon ist der Buschberg mit 491 m, gefolgt vom Steinberg mit 462 m und dem Oberleiser Berg mit 457 m.

## Geologie, Flora und Fauna
Die Leiser Berge sind aus geologischer Sicht Teil der Waschbergzone und bestehen aus Kalkstein und Mergelkalk.
Steppenrasen und Eichenmischwälder sind typisch für diese Gegend, welche in der Pannonischen Florenprovinz liegt. Unter niederschlagsarmen Klimabedingungen entwickelten sich über den Jurakalken feinerdereiche Rasensteppen, welche dem Verband Stipo-Festucetum valesiacae zuzurechnen sind. Die Rasensteppen werden von schmalblättrigen, meist horstbildenden Gräsern dominiert und weisen viele Arten auf, deren Hauptverbreitungsgebiet viel weiter östlich liegt. Die lückigen Rasen bieten Platz für zahlreiche Vorfrühlings-Annuellen, welche ihren gesamten Entwicklungszyklus im feuchten Winter und Vorfrühling abwickeln und den trockenen, heißen Sommer als widerstandsfähige Samen überdauern. Auf freiliegenden Kalkfelsen siedeln sich sukkulenten Arten an, welche der Trockenheit mit ausgeklügelten Schutzmechanismen begegnen.
Aufgrund deren Schutzwürdigkeit ist im Jahr 1970 eine Fläche von 4.500 ha zum Naturpark erklärt worden.

## Lage und Erschließung
Zu der Region gehören Ladendorf, Gnadendorf, Ernstbrunn, Asparn an der Zaya, Niederleis, Oberleis und Neubau, das höchstgelegene Dorf des Weinviertels. 
Die Leiser Berge werden von zahlreichen Wanderwegen erschlossen, darunter der Weinviertelweg und der Ostösterreichischen Grenzlandweg. Zwischen Oberleiserberg und Buschberg überquert die Laaer Straße B6 die Leiser Berge, welche durch mehrere Nebenstraßen erschlossen sind.
Die Leiser Berge werden von der mittlerweile nur noch touristisch genützten Lokalbahn Korneuburg – Mistelbach überquert, deren kurvenreiche Rampenstrecken mit 27 ‰ Steigung genau so steil sind, wie die der weitaus höher gelegenen Semmeringbahn. Der Scheitelpunkt befindet sich in einer Seehöhe von 300 m.ü.A.

## Bilder

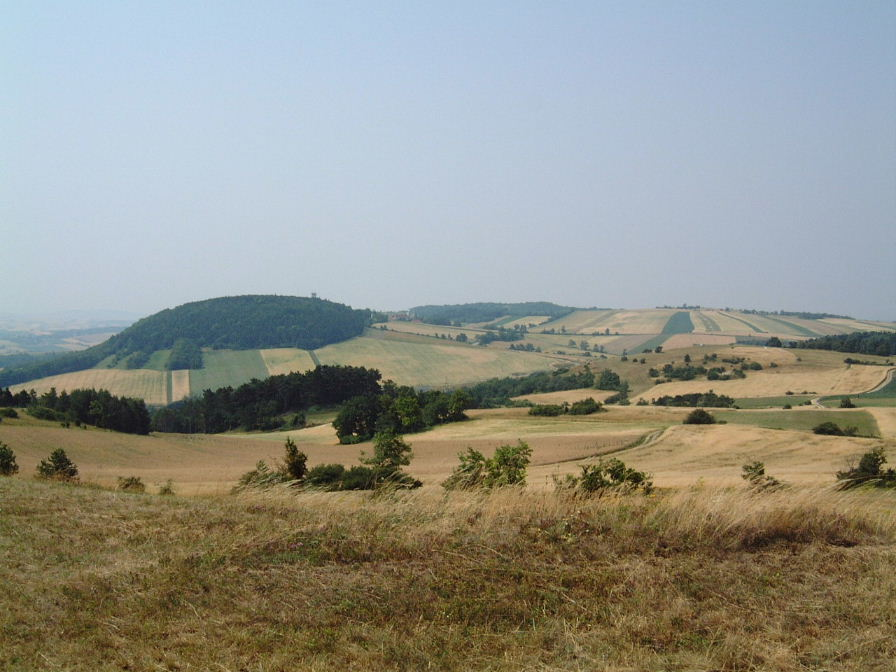
Oberleiser Berg
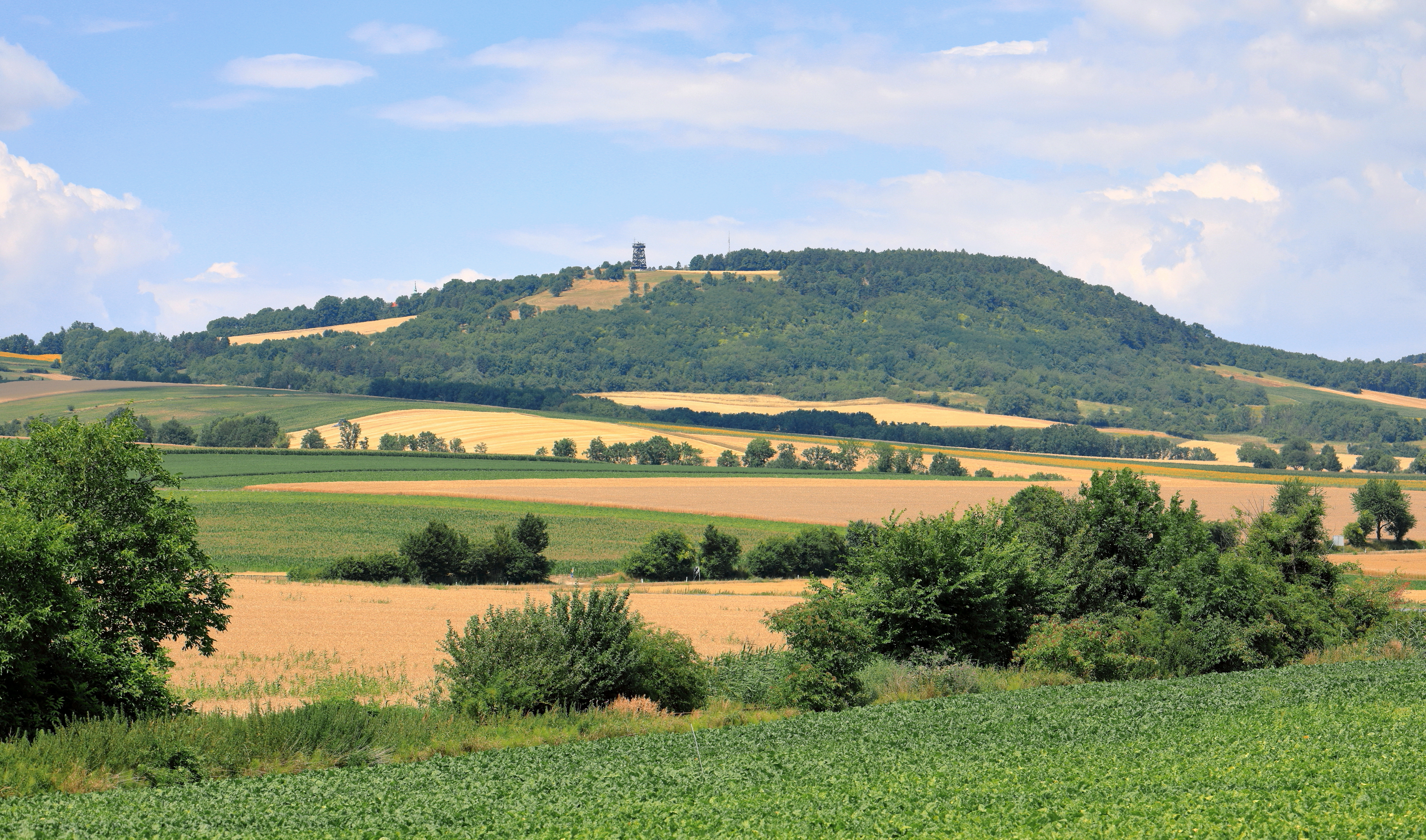
Oberleiser Berg (Südsüdostansicht)
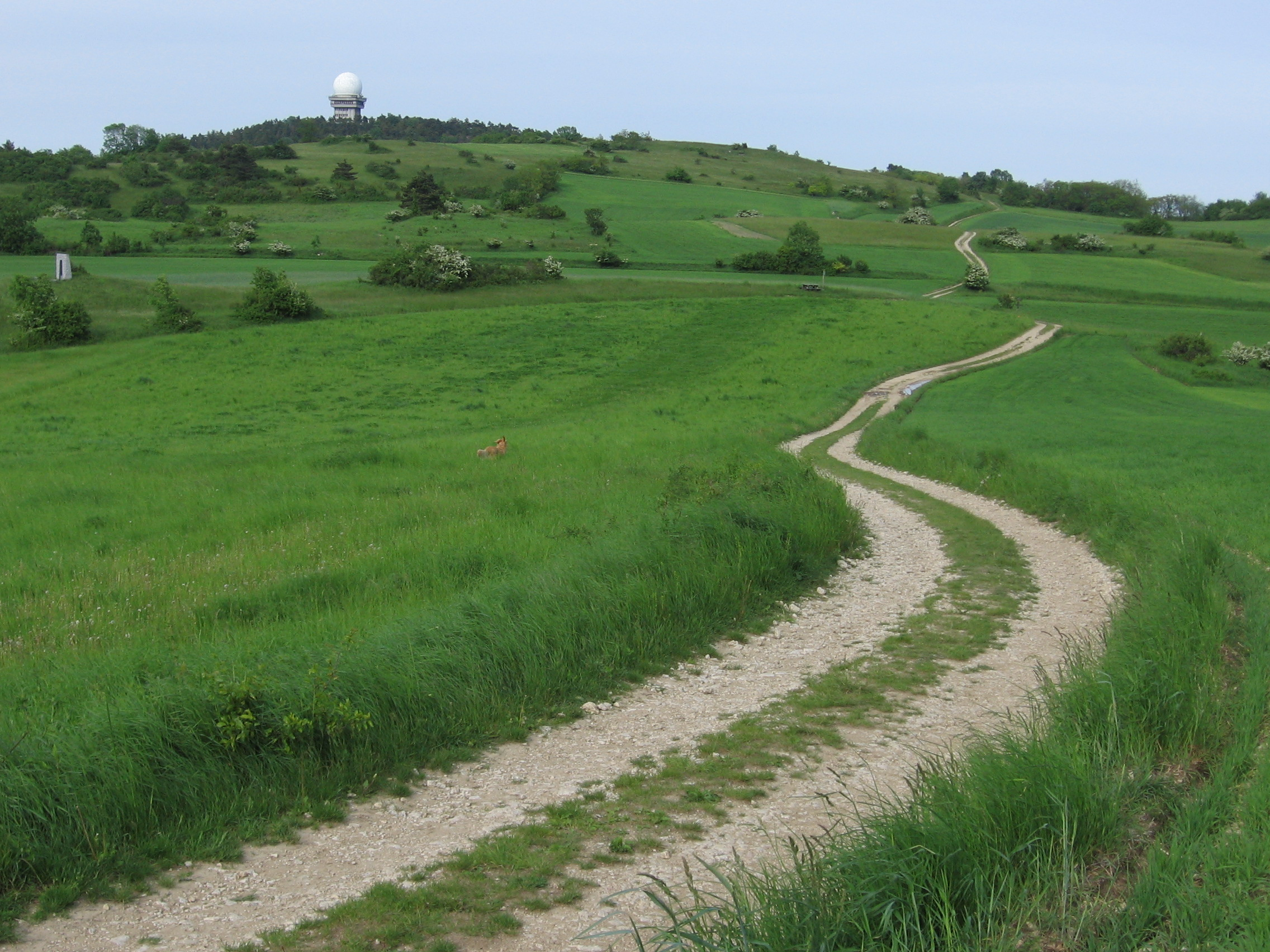
Buschberg mit Flugradaranlage
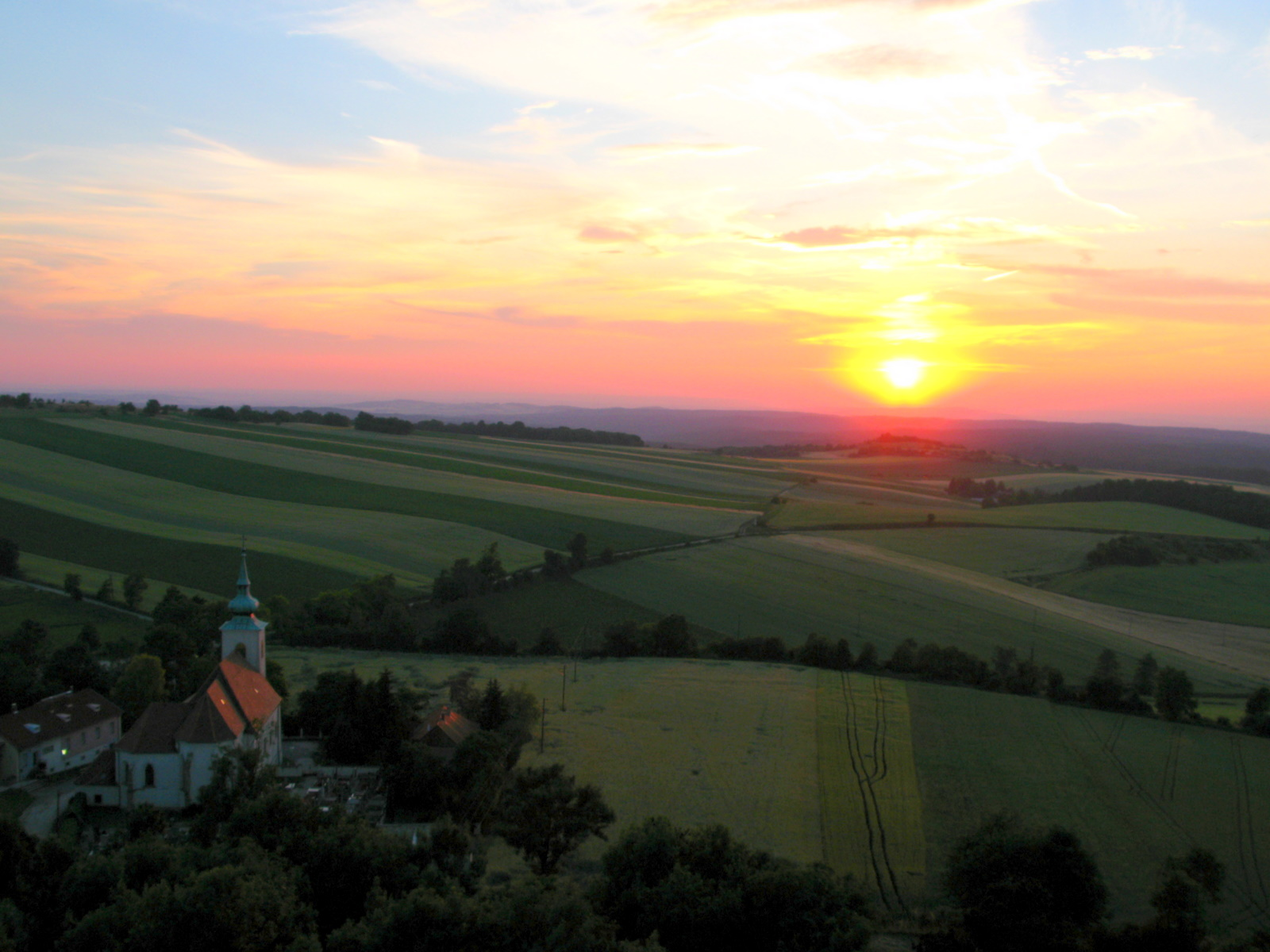
Oberleis vom Aussichtsturm aus
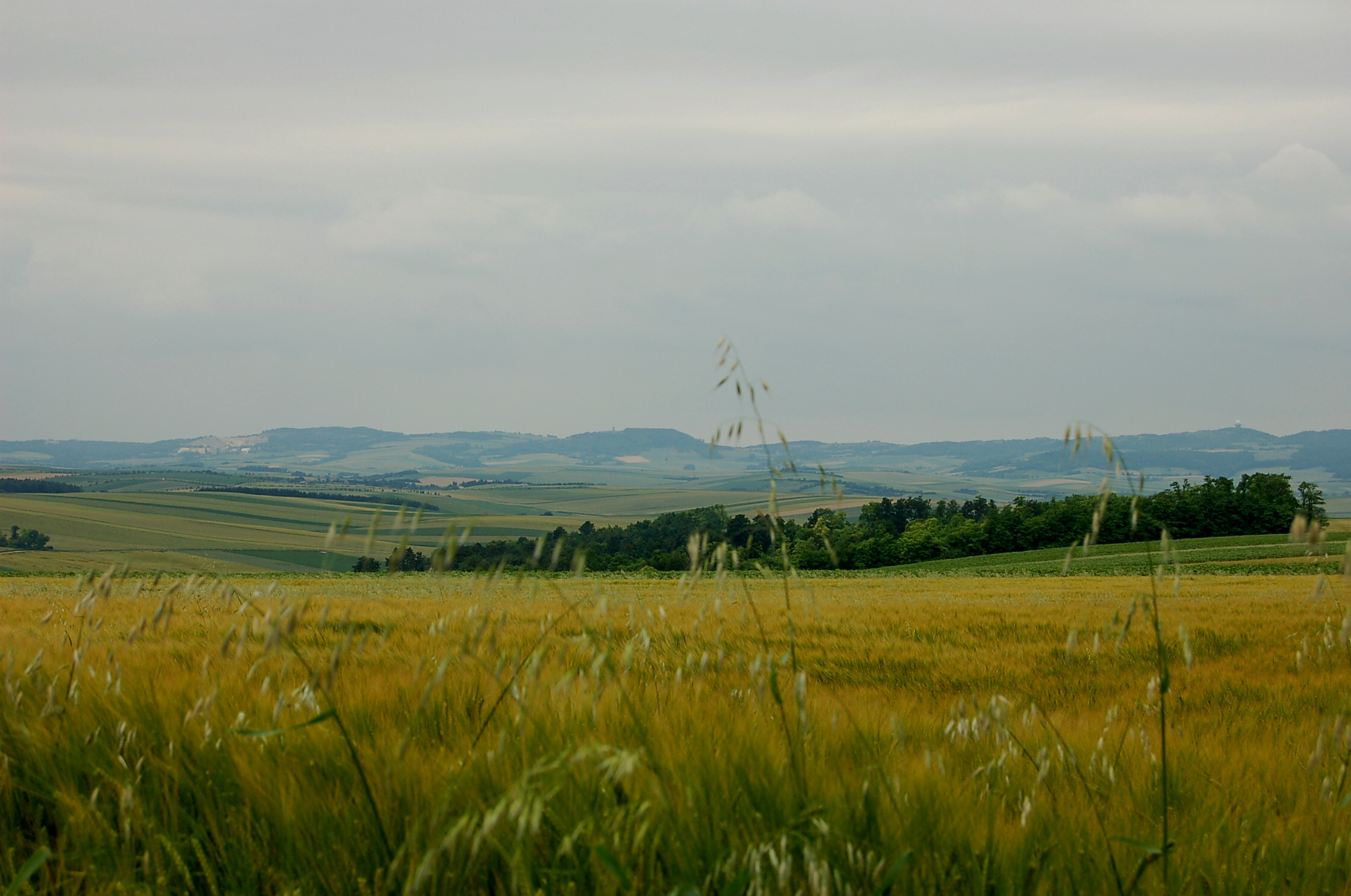
Panorama der Leiser Berge
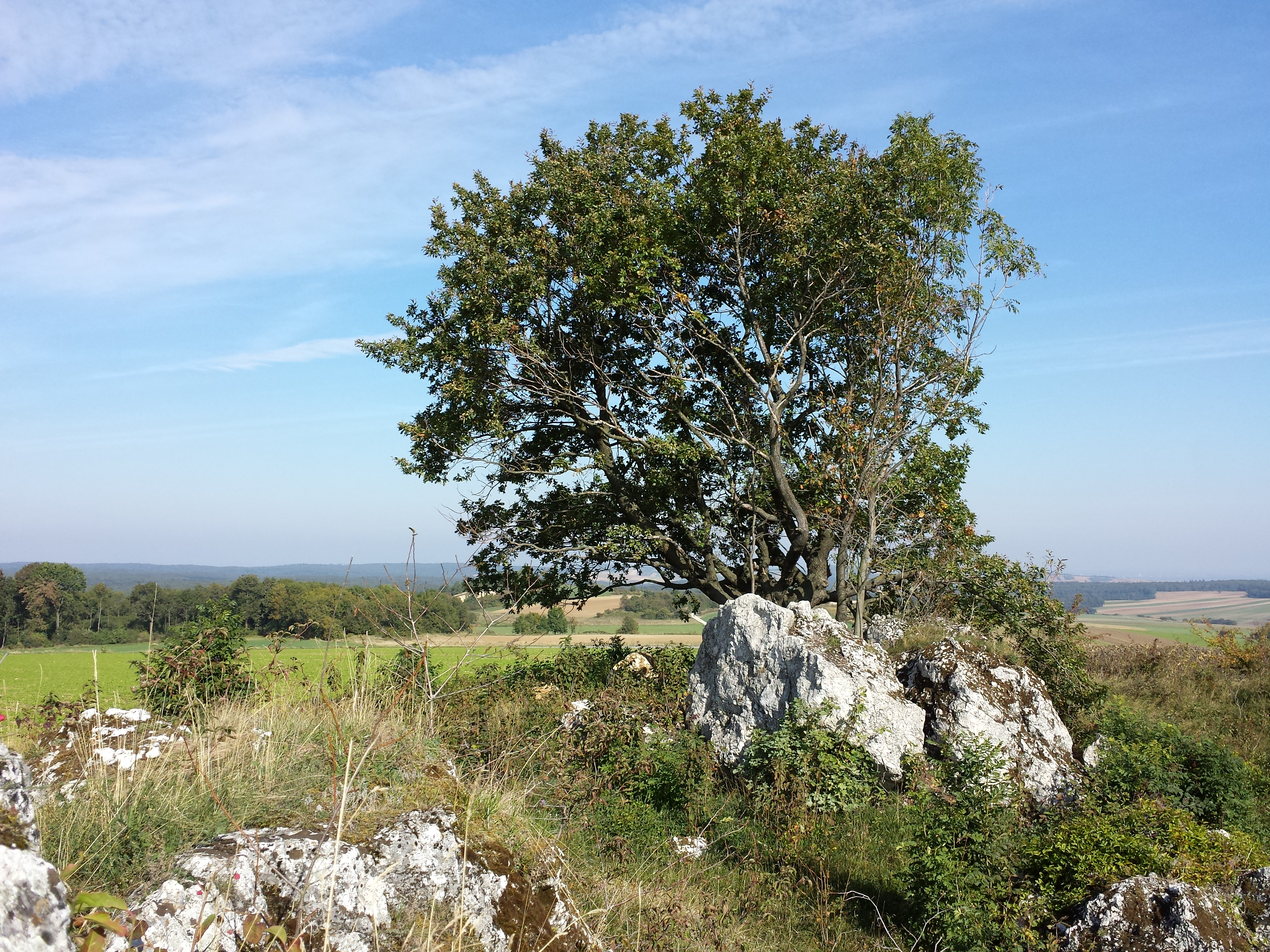
Die harten Kalksteinblöcke verwittern nur langsam und bilden markante Landschaftselemente, wie hier in der Steinbacher Heide.
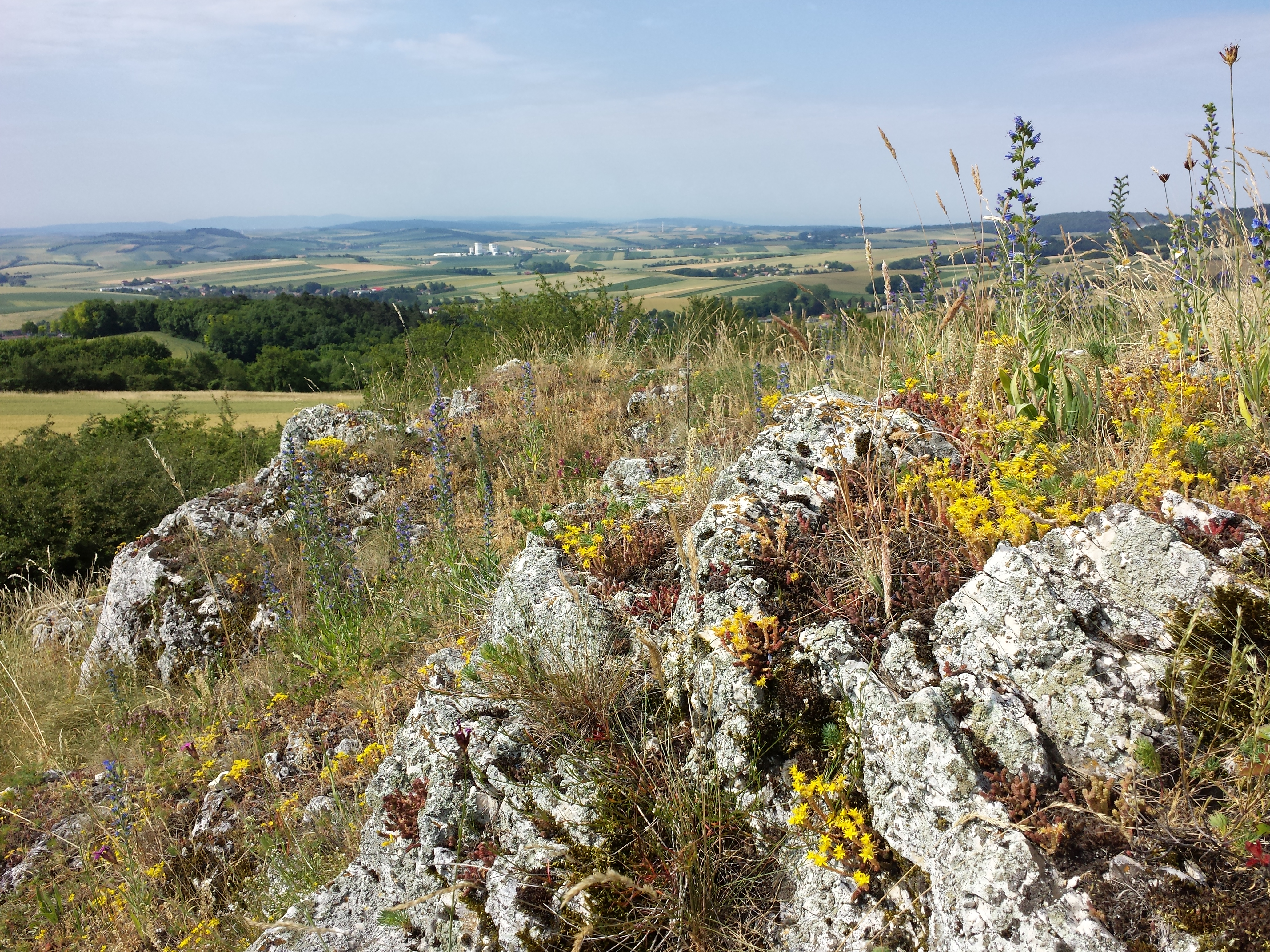
Auf den Kalkfelsen siedeln sukkulente Pflanzen, dazu gehört der gelb blühende Scharf-Mauerpfeffer (Sedum acre).
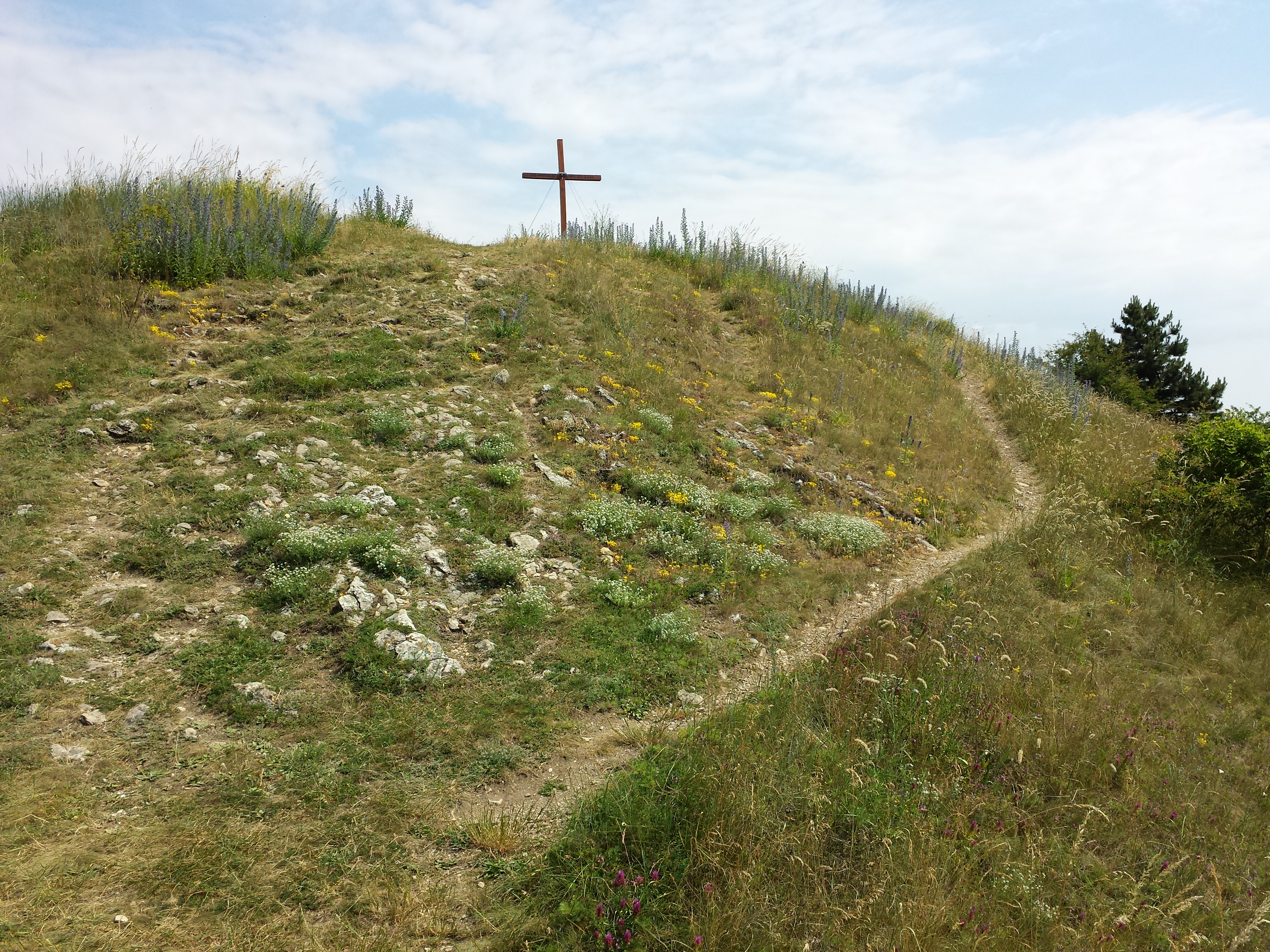
Die Rasensteppe um den Hausberg südlich des Buschberggipfels ist dem Verband Stipo-Festucetum valesiacae zuzurechnen.
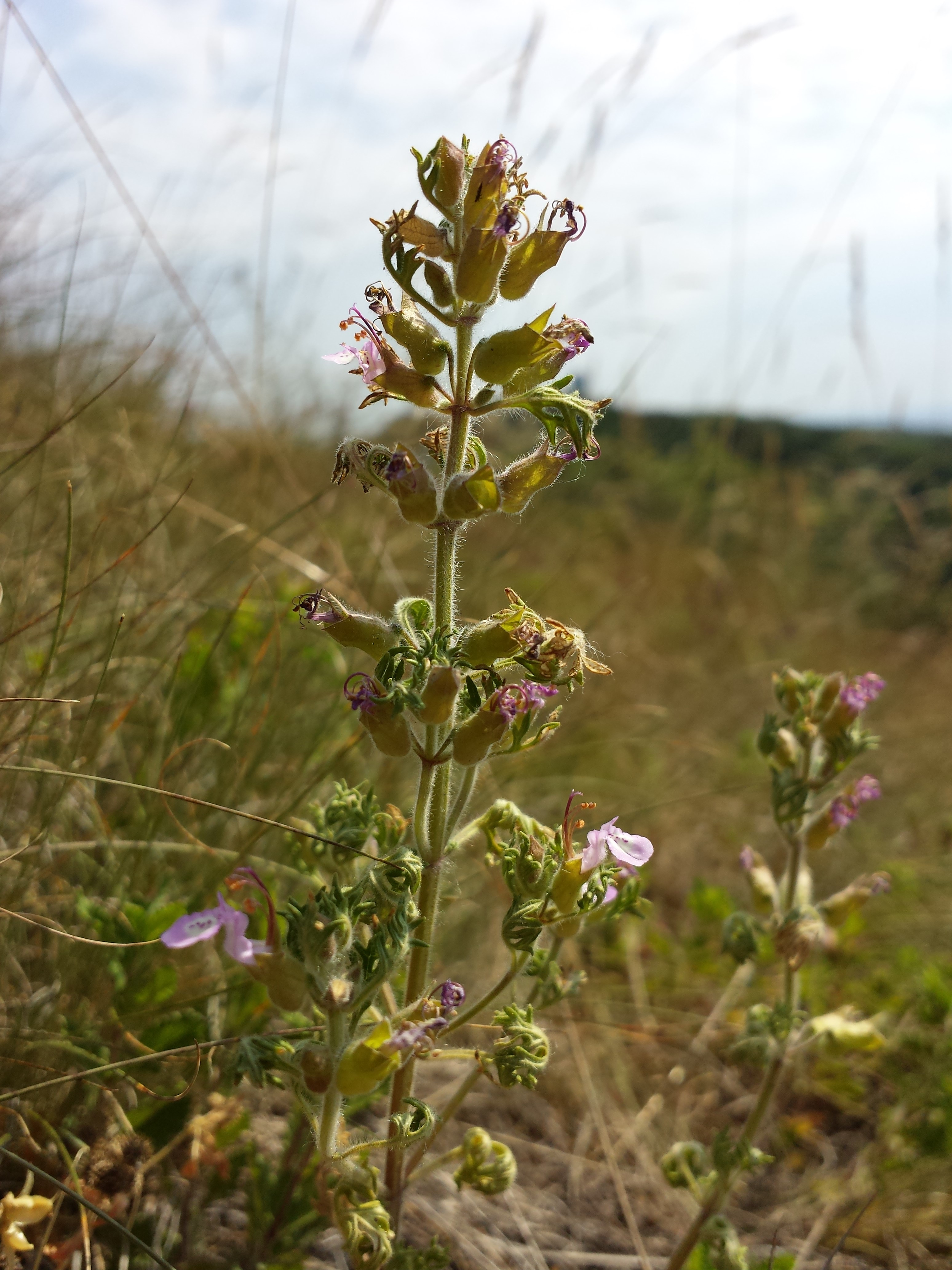
Der beim Hausberg auftretende Trauben-Gamander (Teucrium botrys) gilt in Österreich als gefährdet.
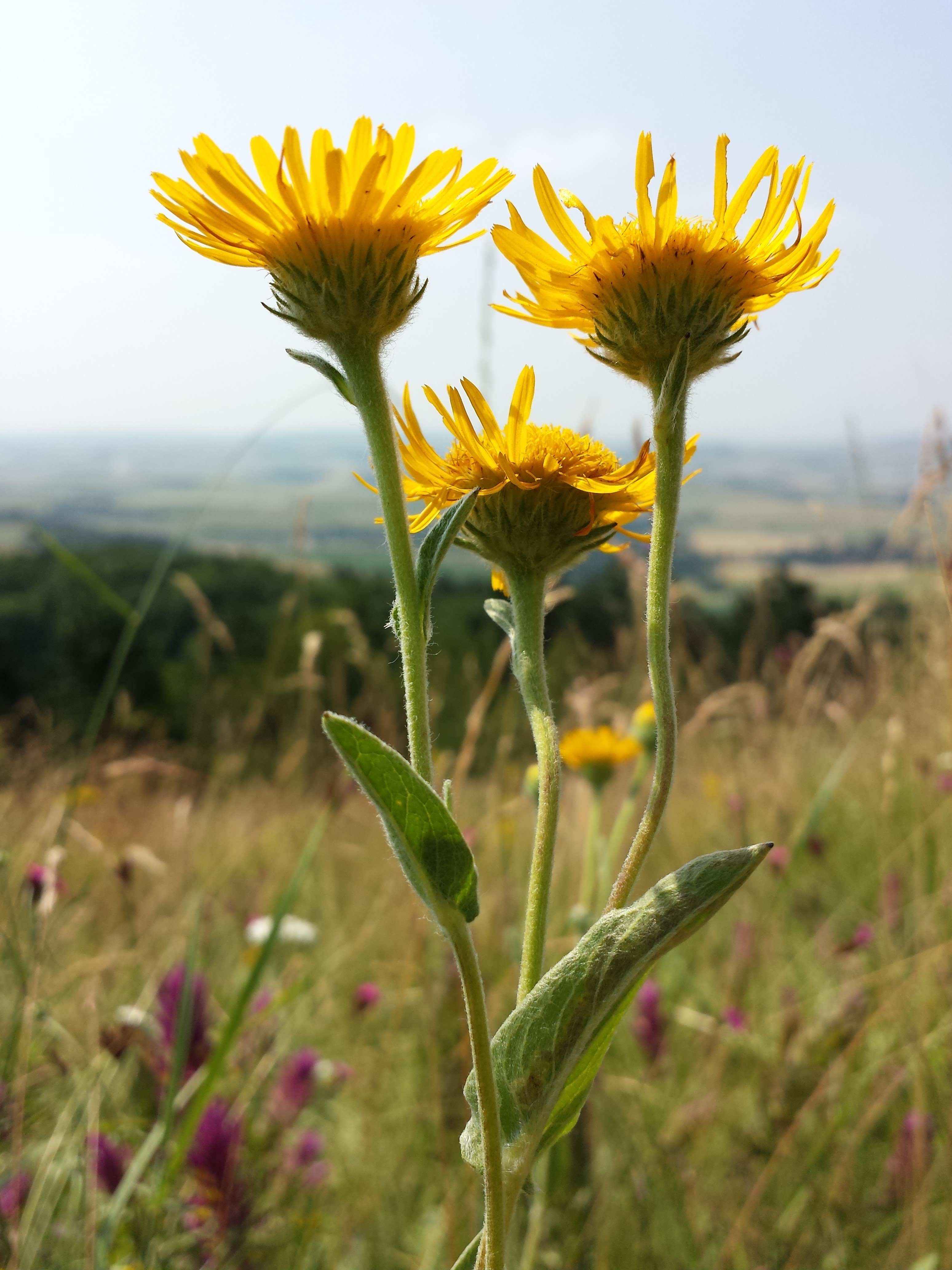
Auch der wärmeliebende Christusaugen-Alant (Inula oculus-christi) gilt als gefährdet.
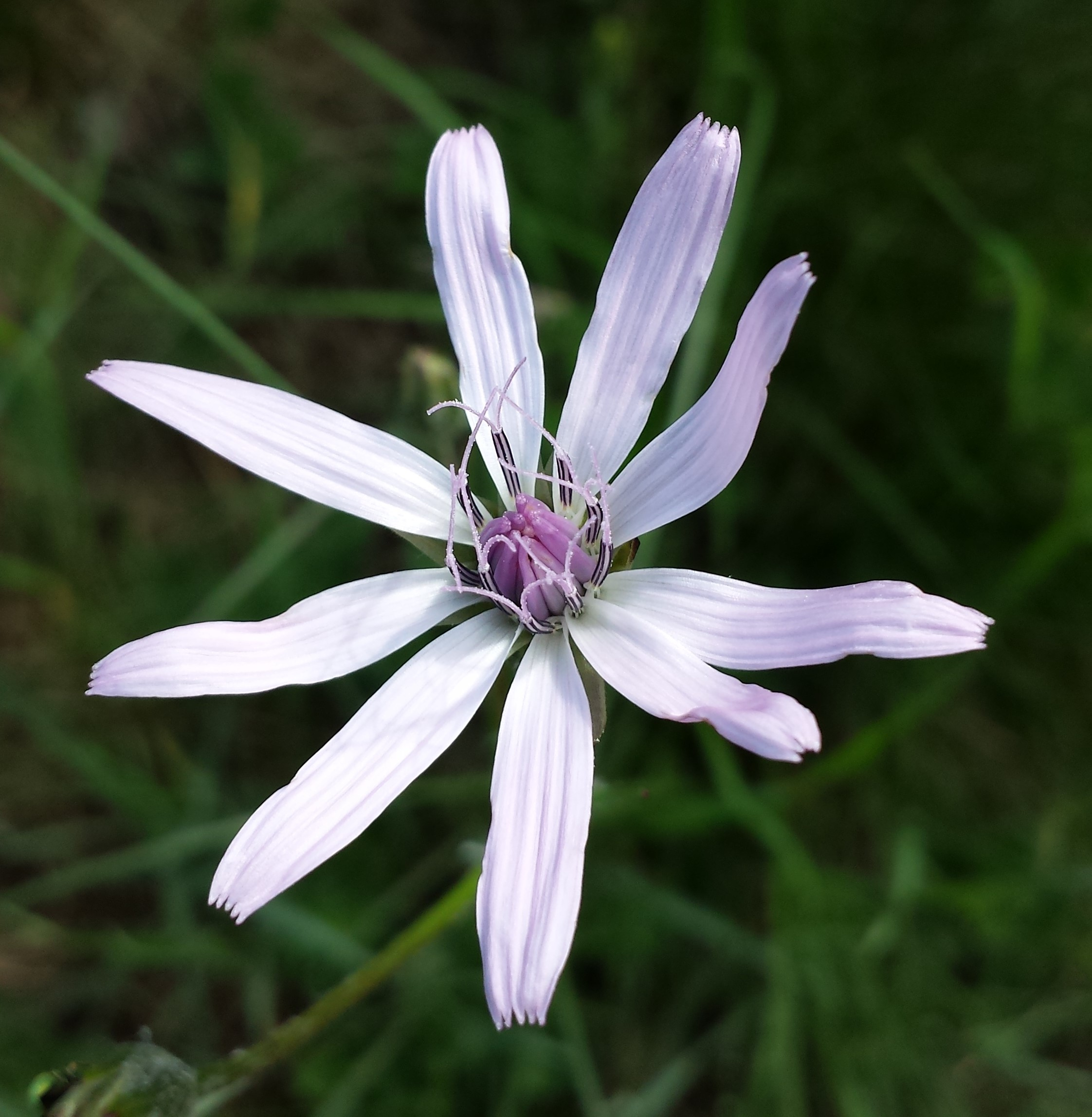
Die nach Kakao duftende Purpurlila-Schwarzwurzel (Scorzonera purpurea) ist auch gefährdet.
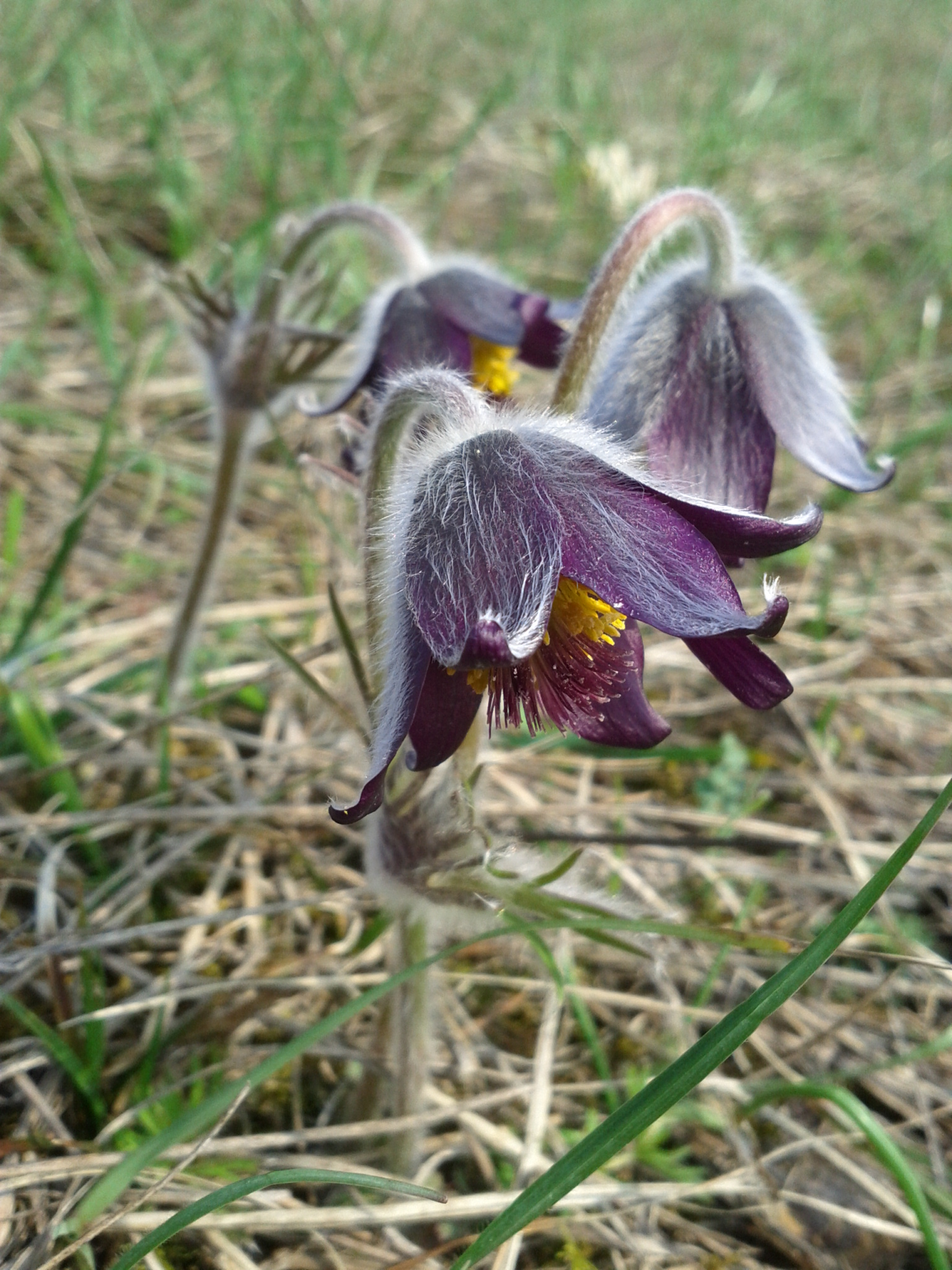
Die kalkliebende Schwarz-Küchenschelle (Pulsatilla pratensis subsp. nigricans) ist ebenfalls gefährdet.
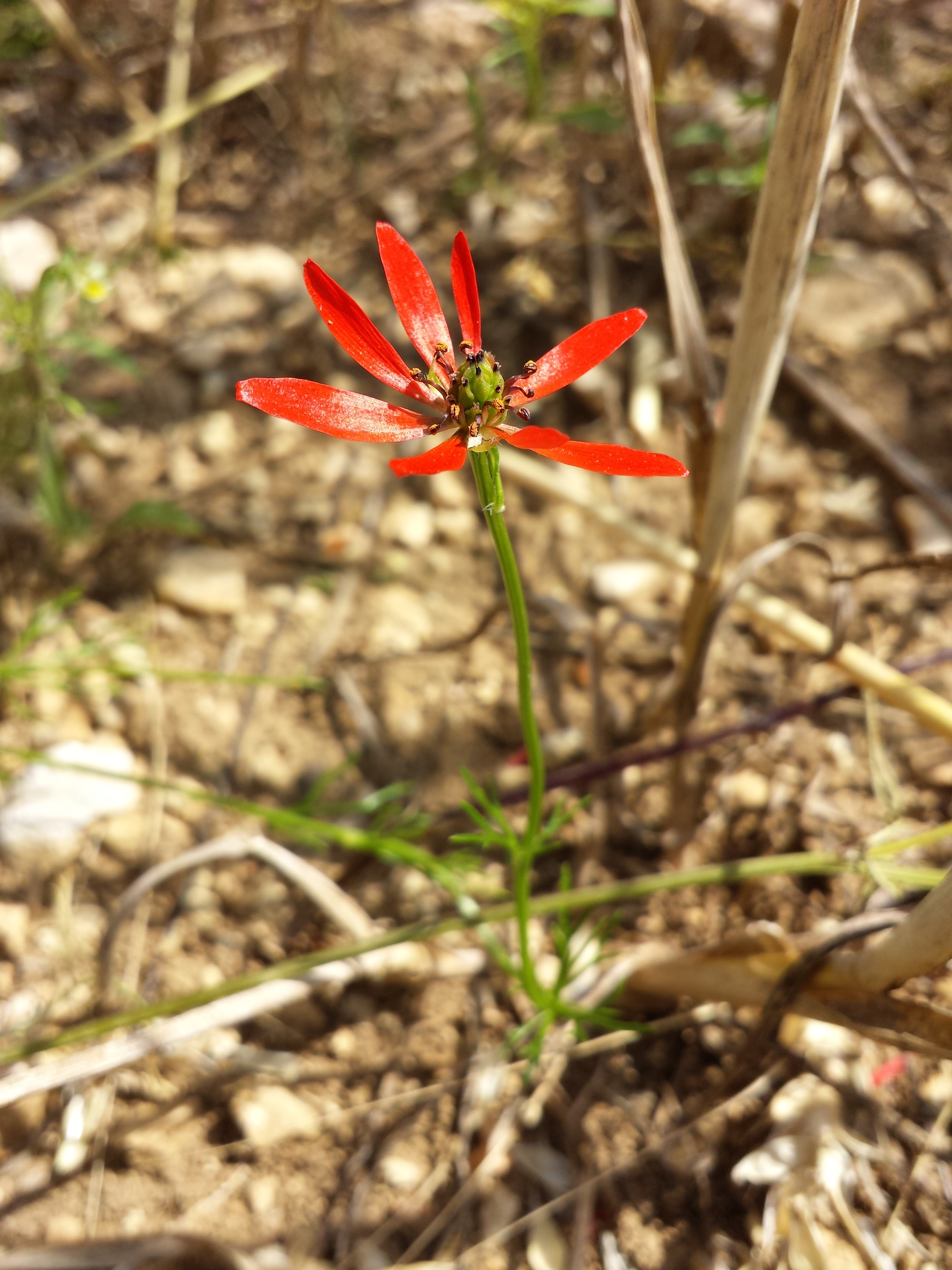
Die kalk- und skelettreichen Äcker beherbergen eine interessante Segetalflora, zu der das stark gefährdete Scharlach-Adonis (Adonis flammea) gehört.
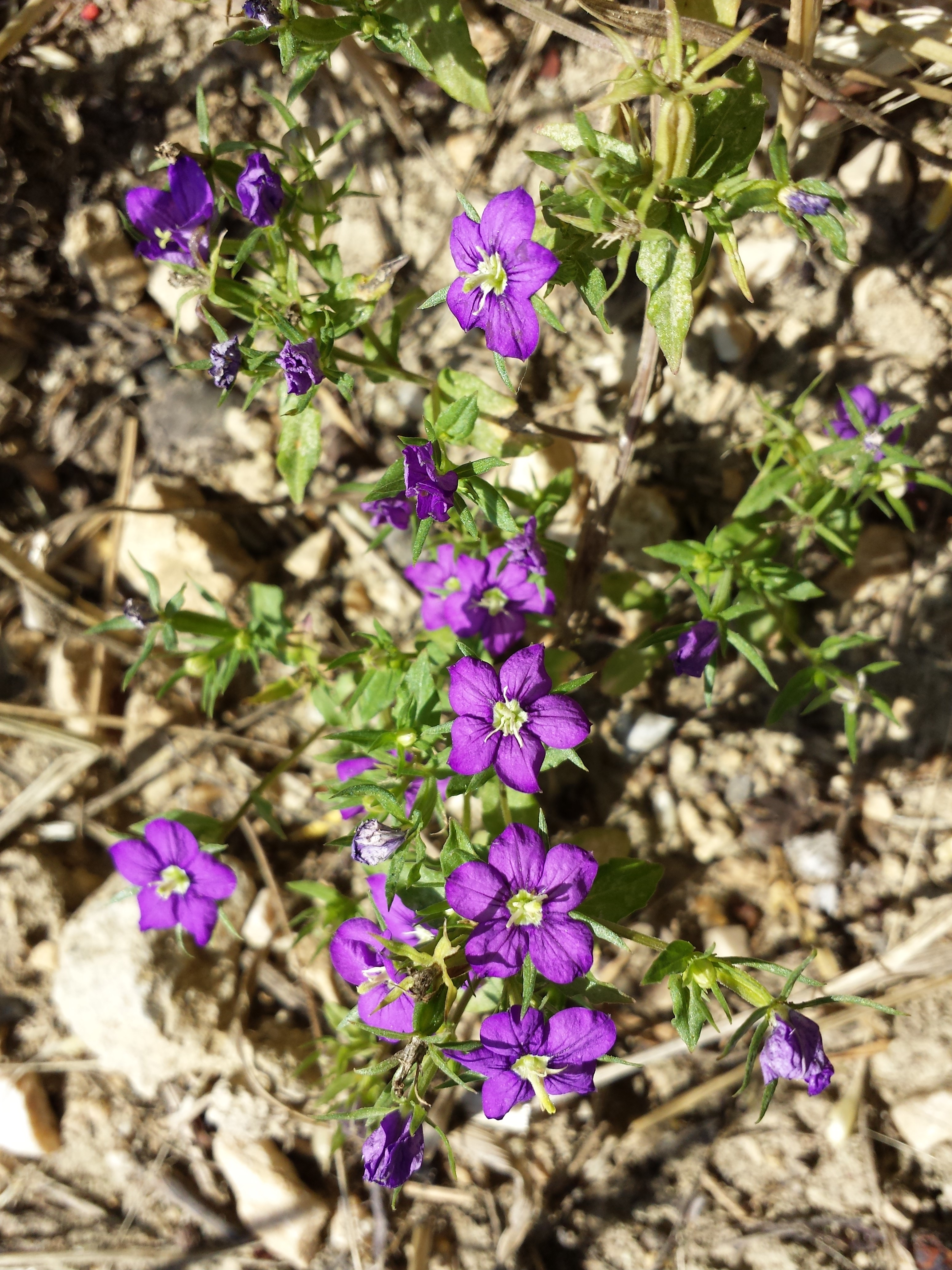
Der (sub-)mediterrane und alteingebürgerte Groß-Venusspiegel (Legousia speculum-veneris) gilt als gefährdet.
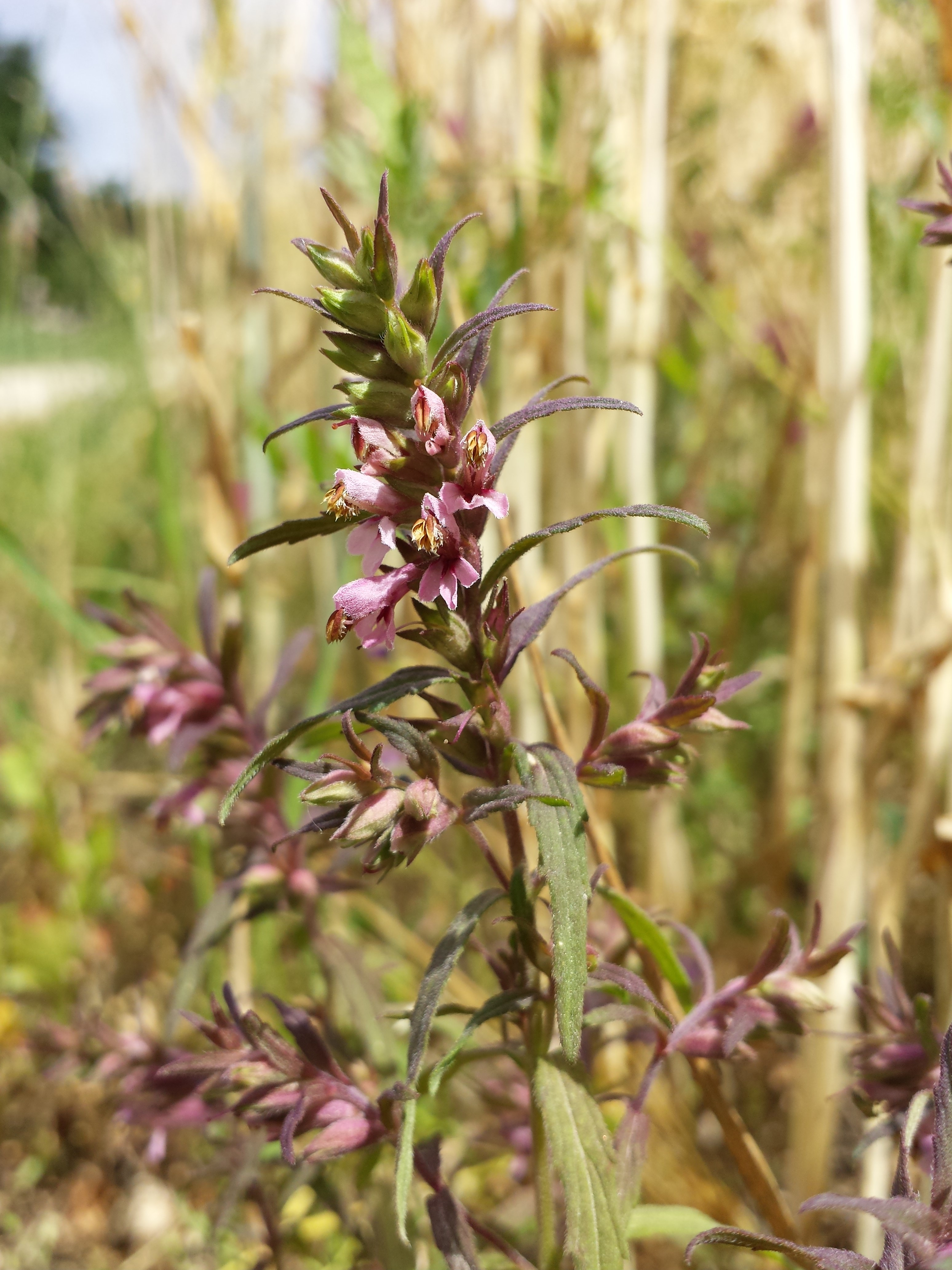
Der seltene Frühlings-Rot-Zahntrost (Odontites vernus) ist stark gefährdet.
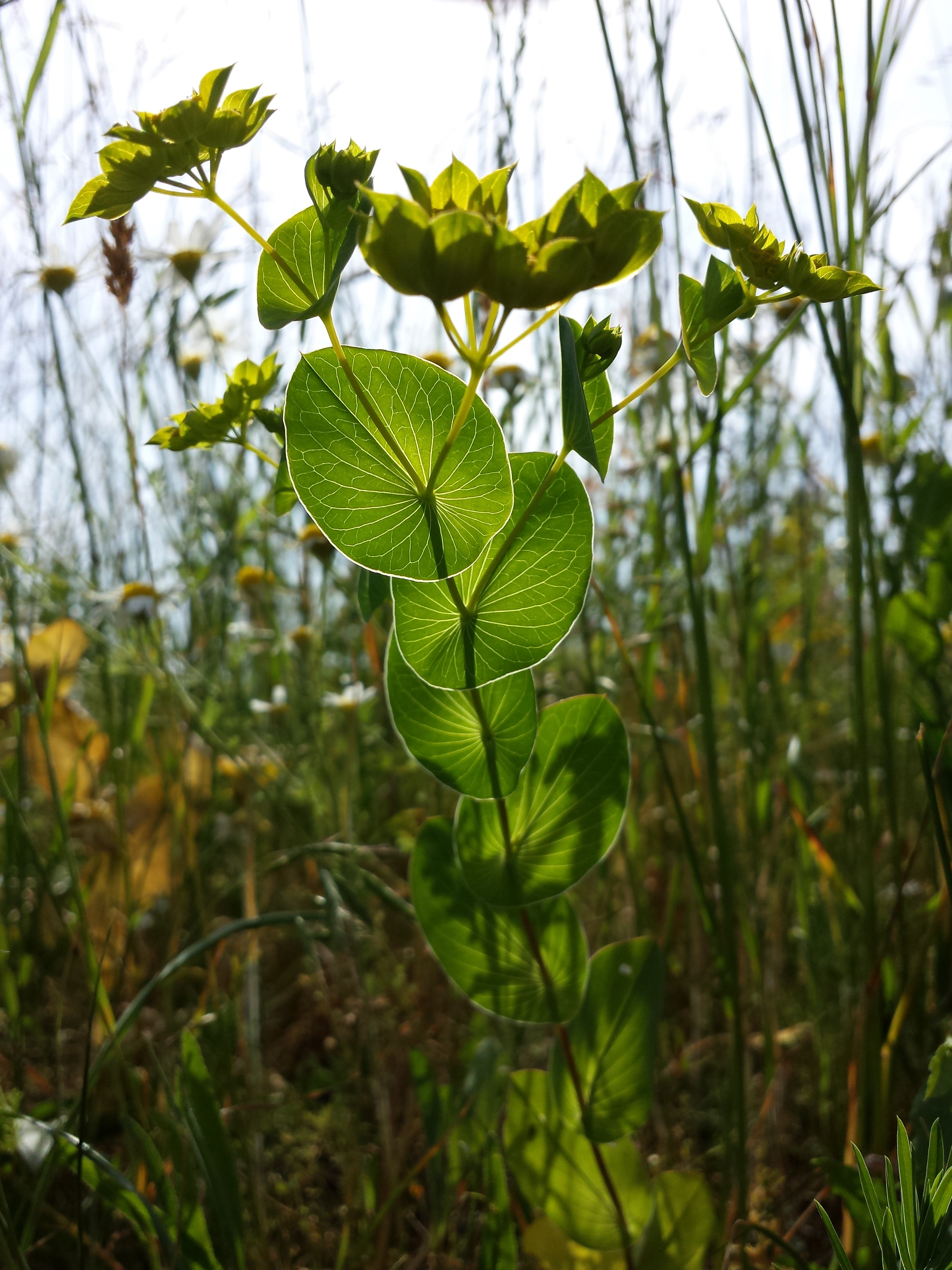
Stark gefährdet ist auch das kalkliebende Durchwachs-Hasenohr (Bupleurum rotundifolium).